# Atherigona rushanensis
Atherigona rushanensis är en tvåvingeart som beskrevs av Shinonaga och Huang 2007. Atherigona rushanensis ingår i släktet Atherigona och familjen husflugor.
Artens utbredningsområde är Taiwan. Inga underarter finns listade i Catalogue of Life.